# マットグロッソ・ド・スル州

マットグロッソ・ド・スル州
Estado de Mato Grosso do Sul

マットグロッソ・ド・スル州（マットグロッソ・ド・スルしゅう、Estado de Mato Grosso do Sul [ˈmatu ˈɡɾosu du ˈsuw] ( 音声ファイル)）は、ブラジルの西部に位置する州。州庁所在地はカンポ・グランデ。略称は「MS」。

## 地理
ゴイアス州やミナスジェライス州、マットグロッソ州、パラナ州、サンパウロ州、それにパラグアイとボリビアと隣接する。
世界的な湿地帯であるパンタナール（Pantanal）が北のマットグロッソ州やボリビア・パラグアイにわたって広がっており、南の州都カンポグランデからもアクセスできる（北の玄関口はマットグロッソ州クイアバである）。
州全域においてブラジリア時間より1時間遅い時差が設定されている。

## 隣接州
- マットグロッソ州
- ゴイアス州
- ミナスジェライス州
- サンパウロ州
- パラナ州
- カニンデジュ県
- アマンバイ県
- コンセプシオン県
- アルト・パラグアイ県
- サンタクルス県

## 主な都市
- カンポグランデ
- コルンバ
- ドウラドス

## 産業
トレスラゴアスには、フィブリア社の国内屈指の規模のパルプ工場がある。

## 人種
白人が51.78%、混血が44.51%、黒人が5.15%、インディオが0.84%、アジア人が0.64%である。

## 教育
- マットグロッソ・ド・スル連邦大学
- ドン・ボスコ・カトリック大学